# Momele
| Оценки критиков | Оценки критиков |
| Источник        | Оценка          |
| --------------- | --------------- |
| InterMedia      | [ 3 ]           |

Momele (с идиш — «Мамочка») — студийный альбом грузинской и российской певицы Тамары Гвердцители, выпущенный в 2017 году на лейбле Universal Music. На альбоме представлены самые популярные еврейские песни на идише. В записи альбома приняли участие Московская мужская еврейская капелла и Московский симфонический оркестр.

## Об альбоме
Своё детство Тамара Гвердцители провела в Одессе в еврейском окружении — дедушка по матери был раввином. По её словам, многие из представленных на альбоме песен звучали у неё дома, таким образом она хотела вспомнить о них и передать тёплую домашнюю атмосферу, а вместе с тем и трагизм жизни еврейских людей, которые вынуждены были покинуть Одессу во время войны в 1941 году. Данный альбом певица посвятила своей маме, также, по её словам, её очень дорога эта работа. Материал для альбома певица отбирала совместно с худруком Московской мужской еврейской капеллы, Александром Цалюком.
Песни с альбома были презентованы за год до релиза пластинки, в июне 2016 года на сцене нью-йоркского «Карнеги-холла». Позже эта программа получила название «Мамеле-Мамины Глаза», с ней певица дала концерты в России и Израиле.

## Список композиций
| №                   | Название                   | Автор(ы)                                | Длительность |
| ------------------- | -------------------------- | --------------------------------------- | ------------ |
| 1.                  | «My Yiddishe Momme»        | Джек Йеллен, Лью Поллак                 | 5:16         |
| 2.                  | «Shloimele Malkele»        | Иосиф Румшинский, Исидор Лиллиэн        | 3:24         |
| 3.                  | «Viglid»                   | Абрам Гольдфаден                        | 3:29         |
| 4.                  | «Freylekhs»                | Мотл Полянский, Изи Харик               | 2:59         |
| 5.                  | «Ikh Hob Dikh Tsu Fil Lib» | Хаим Таубер, Александр Ольшанецкий      | 4:08         |
| 6.                  | «Halevai»                  | Мойше Ойшер                             | 2:35         |
| 7.                  | «Momele»                   | Эл Гудхарт, Митчелл Пэриш, Алекс Элстон | 4:00         |
| 8.                  | «Tshiribim»                | народная                                | 2:14         |
| 9.                  | «Tum Balalayka»            | народная                                | 2:48         |
| 10.                 | «Die Greene Kosine»        | Эйб Шварц, Хаим Призант                 | 3:01         |
| 11.                 | «Lomir Ale In Eynem»       | народная                                | 4:49         |
| Общая длительность: | Общая длительность:        | Общая длительность:                     | 38:43        |